# Coppa Piano Karl Rappan 1964-1965
La Coppa Piano Karl Rappan 1964-1965, detta anche International Football Cup 1964-1965, è stata la quarta edizione di questa competizione gestita dalla SFP, la società di scommesse svizzera.
La vittoria finale è stata appannaggio del Polonia Bytom, al suo primo titolo.
In questa edizione vi è stata per la prima volta la finale disputata in due gare andata-ritorno, invece della gara singola. Inoltre la UEFA ha deciso che le compagini che militano nelle coppe da lei gestite, ovvero Coppa dei Campioni e Coppa delle Coppe, dopo la fase a gruppi (quella disputata in estate) vengano esentate dai turni ad eliminazione diretta fino all'uscita dalle coppe principali, altrimenti devono ritirarsi dalla Coppa Rappan.

## Partecipanti
| Nazione                   | Squadra                                                                     | Campionato | Note                                                 |
| ------------------------- | --------------------------------------------------------------------------- | --- | ---------------------------------------------------- |
| Cecoslovacchia (bandiera) | Tatran Prešov Slovnaft Bratislava VSS Košice Jednota Trenčín                | 3º di Cecoslovacchia 1963-64 4º campionato di Cecoslovacchia 1963-64 7º campionato di Cecoslovacchia 1963-64 8º campionato di Cecoslovacchia 1963-64                                                        | Vincitrice Coppa Piano Karl Rappan l'anno precedente |
| Germania (bandiera)       | Schalke 04 Eintracht Braunschweig Kaiserslautern Hertha Berlino Saarbrücken | 8º campionato di Germania Ovest 1963-64 11º campionato di Germania Ovest 1963-64 12º campionato di Germania Ovest 1963-64 14º campionato di Germania Ovest 1963-64 16º campionato di Germania Ovest 1963-64 |                                                      |
| Paesi Bassi (bandiera)    | DWS Enschede Feyenoord NAC Breda                                            | Campione d'Olanda 1963-64 3º campionato d'Olanda 1963-64 4º campionato d'Olanda 1963-64 6º campionato d'Olanda 1963-64                                                                                      |                                                      |
| Svizzera (bandiera)       | La Chaux-de-Fonds Grenchen Losanna Young Boys                               | Campione di Svizzera 1963-64 3º campionato di Svizzera 1963-64 5º campionato di Svizzera 1963-64 6º campionato di Svizzera 1963-64                                                                          | Vincitrice Coppa di Svizzera 1963-64                 |
| Francia (bandiera)        | Lens Tolosa Angers                                                          | 3º campionato di Francia 1963-64 5º campionato di Francia 1963-64 10º campionato di Francia 1963-64 |                                                      |
| Jugoslavia (bandiera)     | Dinamo Zagabria Sarajevo Vojvodina Radnički Niš                             | 3º campionato di Jugoslavia 1963-64 4º campionato di Jugoslavia 1963-64 7º campionato di Jugoslavia 1963-64 8º campionato di Jugoslavia 1963-64                                                             |                                                      |
| Austria (bandiera)        | Wiener Sport-Club First Vienna                                              | 5º campionato d'Austria 1963-64 8º campionato d'Austria 1963-64 |                                                      |
| Germania Est (bandiera)   | Empor Rostock SC Lipsia Karl-Marx-Stadt Vorwärts Berlino                    | Vicecampione della Germania Est 1963-64 3º campionato della Germania Est 1963-64 4º campionato della Germania Est 1963-64 5º campionato della Germania Est 1963-64                                          |                                                      |
| Polonia (bandiera)        | Odra Opole Polonia Bytom Szombierki Bytom Gwardia Varsavia                  | 3º campionato di Polonia 1963-64 5º campionato di Polonia 1963-64 6º campionato di Polonia 1963-64 9º campionato di Polonia 1963-64                                                                         |                                                      |
| Svezia (bandiera)         | IFK Norrköping Degerfors AIK Malmö FF                                       | Campione di Svezia 1963 Vicecampione di Svezia 1963 3º campionato di Svezia 1963 4º campionato di Svezia 1963                                                                                               |                                                      |
| Belgio (bandiera)         | K. Beeringen FC Standard Liegi Beerschot RFC Liegi                          | Vicecampione del Belgio 1963-64 3º campionato del Belgio 1963-64 4º campionato del Belgio 1963-64 5º campionato del Belgio 1963-64                                                                          |                                                      |
| Bulgaria (bandiera)       | Spartak Pleven                                                              | 10º campionato di Bulgaria 1963-64 |                                                      |
| Grecia (bandiera)         | Olympiakos Paniōnios                                                        | Vicecampione di Grecia 1963-64 10º campionato di Grecia 1963-64 |                                                      |

## Squadre partecipanti
La fase a gironi del torneo era composta da undici gruppi di quattro squadre ciascuno, dove solo la prima classificata si qualificava al turno successivo.
Nel girone C1 vi sono due squadre greche poiché l'Olympiacos si è ritirato dopo due partite, venendo sostituito dai compatrioti del Paniōnios.
Rispetto alla edizione precedente i gruppi non sono divisi geograficamente e non partecipano le squadre dell'Italia, partecipano per la prima volta le squadre di Bulgaria e Grecia.
|           | Belgio         | Germania Ovest         | Paesi Bassi         | Svizzera             |                 |                  |                |                |
| Girone A1 | Standard Liegi | Hertha Berlino         | Feijenoord          | Losanna              |                 |                  |                |                |
| Girone A2 | Heusden        | Eintracht Braunschweig | DWS                 | La Chaux-de-Fonds    |                 |                  |                |                |
| Girone A3 | Beerschot      | Kaiserslautern         | Enschede            | Grenchen             |                 |                  |                |                |
| Girone A4 | RFC Liégeois   | Saarbrücken            | NAC Breda           | Young Boys           |                 |                  |                |                |
|           | Austria        | -                      | Cecoslovacchia      | Germania Est         | Jugoslavia      | Polonia          | Svezia         | Bulgaria       |
| Girone B1 | First Vienna   | -                      | Jednota Trenčín     | SC Lipsia            | Vojvodina       | -                | -              | -              |
| Girone B2 | -              | -                      | -                   | Empor Rostock        | Radnički Niš    | Gwardia Varsavia | IFK Norrköping | -              |
| Girone B3 | Wiener SC      | .                      | VSS Košice          | Vorwärts Berlino     | -               | Szombierki Bytom | -              | -              |
| Girone B4 | -              | -                      | Tatran Prešov       | Karl-Marx-Stadt      | -               | Odra Opole       | -              | Spartak Pleven |
|           | Francia        | -                      | -                   | Grecia               | -               | -                | -              |                |
| Girone C1 | Tolosa         | -                      | -                   | Olympiacos Paniōnios | Dinamo Zagabria | -                | Malmö FF       |                |
| Girone C2 | Angers         | -                      | Slovnaft Bratislava | -                    | Sarajevo        | -                | AIK            |                |
| Girone C3 | Lens           | Schalke 04             | -                   | -                    | -               | Polonia Bytom    | Degerfors      |                |

## Risultati

### Fase a gironi
Date: i gruppi della serie "A" sono stati disputati dal 24 maggio al 28 giugno 1964, i gruppi "B" e "C" dal 21 giugno al 26 luglio 1964.

#### Girone A1
| Squadra        | Pti | G | V | N | P | GF | GS | DR |
| -------------- | --- | - | - | - | - | -- | -- | -- |
| Hertha Berlino | 7   | 6 | 2 | 3 | 1 | 12 | 12 | 0  |
| Feijenoord     | 6   | 6 | 2 | 2 | 2 | 9  | 7  | +2 |
| Losanna        | 6   | 6 | 1 | 4 | 1 | 14 | 14 | 0  |
| Standard Liegi | 5   | 6 | 2 | 1 | 3 | 8  | 10 | -2 |

|           | Her | Fey | Los | Sta |
| --------- | --- | --- | --- | --- |
| Hertha    |     | 1-0 | 4-4 | 2-1 |
| Feyenoord | 1-1 |     | 0-2 | 2-0 |
| Losanna   | 3-3 | 3-3 |     | 1-1 |
| Standard  | 3-1 | 0-3 | 3-1 |     |

#### Girone A2
| Squadra                | Pti | G | V | N | P | GF | GS | DR |
| ---------------------- | --- | - | - | - | - | -- | -- | -- |
| DWS                    | 8   | 6 | 4 | 0 | 2 | 14 | 6  | +8 |
| La Chaux-de-Fonds      | 7   | 6 | 3 | 1 | 2 | 9  | 10 | -1 |
| Eintracht Braunschweig | 7   | 6 | 3 | 1 | 2 | 9  | 10 | -1 |
| Heusden                | 2   | 6 | 1 | 0 | 5 | 11 | 17 | -6 |

|                   | DWS | LCF | Bra | Heu |
| ----------------- | --- | --- | --- | --- |
| DWS               |     | 1-2 | 4-0 | 5-0 |
| La Chaux-de-Fonds | 0-1 |     | 2-1 | 3-1 |
| Braunschweig      | 2-0 | 1-1 |     | 2-1 |
| Heusden           | 2-3 | 5-1 | 2-3 |     |

#### Girone A3
| Squadra        | Pti | G | V | N | P | GF | GS | DR  |
| -------------- | --- | - | - | - | - | -- | -- | --- |
| Kaiserslautern | 10  | 6 | 4 | 2 | 0 | 8  | 0  | +8  |
| Enschede       | 7   | 6 | 2 | 3 | 1 | 11 | 7  | +4  |
| Beerschot      | 6   | 6 | 1 | 4 | 1 | 5  | 5  | 0   |
| Grenchen       | 1   | 6 | 0 | 1 | 5 | 3  | 15 | -12 |

|                | Kai | Ens | Bee | Gre |
| -------------- | --- | --- | --- | --- |
| Kaiserslautern |     | 0-0 | 1-0 | 3-0 |
| Enschede       | 0-2 |     | 1-1 | 5-0 |
| Beerschot      | 0-0 | 2-2 |     | 1-1 |
| Grenchen       | 0-2 | 2-3 | 0-1 |     |

#### Girone A4
| Squadra      | Pti | G | V | N | P | GF | GS | DR |
| ------------ | --- | - | - | - | - | -- | -- | -- |
| RFC Liégeois | 10  | 6 | 4 | 2 | 0 | 10 | 3  | +7 |
| NAC Breda    | 8   | 6 | 3 | 2 | 1 | 17 | 8  | +9 |
| Young Boys   | 4   | 6 | 1 | 2 | 3 | 13 | 21 | -8 |
| Saarbrücken  | 2   | 6 | 0 | 2 | 4 | 6  | 14 | -8 |

|             | Lie | Bre | Y.B | Saa |
| ----------- | --- | --- | --- | --- |
| Liegi       |     | 0-0 | 3-3 | 3-0 |
| Breda       | 0-1 |     | 6-2 | 3-0 |
| Young Boys  | 0-2 | 3-6 |     | 3-2 |
| Saarbrücken | 0-1 | 2-2 | 2-2 |     |

#### Girone B1
| Squadra         | Pti | G | V | N | P | GF | GS | DR |
| --------------- | --- | - | - | - | - | -- | -- | -- |
| SC Lipsia       | 9   | 6 | 4 | 1 | 1 | 15 | 10 | +5 |
| Vojvodina       | 6   | 6 | 2 | 2 | 2 | 17 | 15 | +2 |
| Jednota Trenčín | 6   | 6 | 3 | 0 | 3 | 14 | 12 | +2 |
| First Vienna    | 3   | 6 | 1 | 1 | 4 | 8  | 17 | -9 |

|           | Lip | Voj | Jed | Fir |
| --------- | --- | --- | --- | --- |
| Lipsia    |     | 4-4 | 3-0 | 4-1 |
| Vojvodina | 1-2 |     | 2-3 | 5-2 |
| Jednota   | 3-0 | 3-4 |     | 5-1 |
| First     | 1-2 | 1-1 | 2-0 |     |

#### Girone B2
| Squadra          | Pti | G | V | N | P | GF | GS | DR |
| ---------------- | --- | - | - | - | - | -- | -- | -- |
| Empor Rostock    | 8   | 6 | 4 | 0 | 2 | 13 | 11 | +2 |
| Gwardia Varsavia | 6   | 6 | 3 | 0 | 3 | 14 | 19 | -5 |
| IFK Norrköping   | 5   | 6 | 2 | 1 | 3 | 12 | 10 | +2 |
| Radnički Niš     | 5   | 6 | 2 | 1 | 3 | 13 | 12 | +1 |

|            | Emp | Gwa | Nor | Rad |
| ---------- | --- | --- | --- | --- |
| Empor      |     | 5-1 | 2-1 | 3-1 |
| Gwardia    | 4-1 |     | 1-5 | 4-2 |
| Norrköping | 1-2 | 1-3 |     | 2-2 |
| Radnički   | 3-0 | 5-1 | 0-2 |     |

#### Girone B3
| Squadra          | Pti | G | V | N | P | GF | GS | DR  |
| ---------------- | --- | - | - | - | - | -- | -- | --- |
| Szombierki Bytom | 8   | 6 | 4 | 0 | 2 | 19 | 9  | +10 |
| VSS Košice       | 8   | 6 | 3 | 2 | 1 | 11 | 8  | +3  |
| Vorwärts Berlino | 5   | 6 | 2 | 1 | 3 | 5  | 9  | -4  |
| Wiener SC        | 3   | 6 | 1 | 1 | 4 | 10 | 13 | -3  |

|            | Szo | Koš | Vor | WSC |
| ---------- | --- | --- | --- | --- |
| Szombierki |     | 3-0 | 2-0 | 3-1 |
| Košice     | 4-2 |     | 3-0 | 3-2 |
| Vorwärts   | 2-0 | 0-0 |     | 1-3 |
| WSC        | 2-3 | 1-1 | 1-2 |     |

#### Girone B4
| Squadra         | Pti | G | V | N | P | GF | GS | DR  |
| --------------- | --- | - | - | - | - | -- | -- | --- |
| Karl-Marx-Stadt | 8   | 6 | 3 | 2 | 1 | 12 | 6  | +6  |
| Tatran Prešov   | 7   | 6 | 2 | 3 | 1 | 12 | 8  | +4  |
| Odra Opole      | 6   | 6 | 2 | 2 | 2 | 6  | 6  | 0   |
| Spartak Pleven  | 3   | 6 | 0 | 3 | 3 | 6  | 16 | -10 |

|                 | KMS | Tat | Odr | Spa |
| --------------- | --- | --- | --- | --- |
| Karl-Marx-Stadt |     | 0-0 | 0-2 | 6-2 |
| Tatran          | 1-4 |     | 1-1 | 6-1 |
| Odra            | 1-2 | 0-2 |     | 1-0 |
| Spartak         | 0-0 | 2-2 | 1-1 |     |

#### Girone C1
L'Olympiakos ha disputato solo due partite (contro la Dinamo a Zagabria e quella interna contro il Tolosa), poi si è ritirato ed è stato sostituito dal Paniōnios per le restanti quattro partite.
| Squadra              | Pti | G | V | N | P | GF | GS | DR  |
| -------------------- | --- | - | - | - | - | -- | -- | --- |
| Malmö FF             | 10  | 6 | 4 | 2 | 0 | 15 | 5  | +10 |
| Tolosa               | 7   | 6 | 3 | 1 | 2 | 12 | 11 | +1  |
| Dinamo Zagabria      | 4   | 6 | 2 | 0 | 4 | 10 | 12 | -2  |
| Olympiacos-Paniōnios | 3   | 6 | 1 | 1 | 4 | 6  | 18 | -12 |

|                      | Mal | Tol | Din | O.P |
| -------------------- | --- | --- | --- | --- |
| Malmö                |     | 5-1 | 4-0 | 5-1 |
| Tolosa               | 1-1 |     | 3-1 | 3-0 |
| Dinamo               | 1-2 | 2-1 |     | 5-0 |
| Olympiakos-Paniōnios | 1-1 | 2-3 | 2-1 |     |

#### Girone C2
| Squadra             | Pti | G | V | N | P | GF | GS | DR  |
| ------------------- | --- | - | - | - | - | -- | -- | --- |
| Slovnaft Bratislava | 9   | 6 | 4 | 1 | 1 | 19 | 6  | +13 |
| AIK                 | 6   | 6 | 3 | 0 | 3 | 11 | 15 | -4  |
| Sarajevo            | 5   | 6 | 2 | 1 | 3 | 11 | 6  | +5  |
| Angers              | 4   | 6 | 2 | 0 | 4 | 5  | 19 | -14 |

|          | Slo | AIK | Sar | Ang |
| -------- | --- | --- | --- | --- |
| Slovnaft |     | 7-1 | 1-0 | 4-0 |
| AIK      | 3-2 |     | 2-0 | 4-1 |
| Sarajevo | 2-2 | 2-0 |     | 7-0 |
| Angers   | 0-3 | 3-1 | 1-0 |     |

#### Girone C3
| Squadra       | Pti | G | V | N | P | GF | GS | DR  |
| ------------- | --- | - | - | - | - | -- | -- | --- |
| Polonia Bytom | 7   | 6 | 3 | 1 | 2 | 18 | 6  | +12 |
| Lens          | 7   | 6 | 3 | 1 | 2 | 15 | 9  | +6  |
| Schalke 04    | 7   | 6 | 3 | 1 | 2 | 10 | 12 | -2  |
| Degerfors     | 3   | 6 | 1 | 1 | 4 | 4  | 20 | -16 |

|           | Pol | Len | Sch | Deg |
| --------- | --- | --- | --- | --- |
| Polonia   |     | 4-0 | 6-0 | 6-0 |
| Lens      | 3-1 |     | 2-2 | 6-0 |
| Schalke   | 2-0 | 2-1 |     | 4-1 |
| Degerfors | 1-1 | 0-3 | 2-0 |     |

### Primo turno
Come da disposizione UEFA, DWS e Malmö FF (impegnate in Coppa dei Campioni 1964-1965) vengono esentate dal turno. Per permettere il raggiungimento di 8 compagini per i quarti di finale, vengono esentate anche Hertha Berlino, SC Lipsia e Polonia Bytom.
Le gare di andata sono state disputate fra il 30 settembre ed il 28 ottobre 1964, quelle di ritorno fra il 4 ottobre ed il 4 novembre 1964.
| Squadra 1      | Totale | Squadra 2           | Andata | Ritorno |
| -------------- | ------ | ------------------- | ------ | ------- |
| Kaiserslautern | 2 - 4  | Slovnaft Bratislava | 1 - 1  | 1 - 3   |
| RFC Liégeois   | 1 - 0  | Szombierki Bytom    | 0 - 0  | 1 - 0   |
| Empor Rostock  | 1 - 2  | Karl-Marx-Stadt     | 0 - 1  | 1 - 1   |

### Quarti di finale
Il DWS è rimasto in corsa in Coppa dei Campioni 1964-1965 e da disposizione UEFA ha dovuto ritirarsi dalla Coppa Rappan.
Le gare di andata sono state disputate il 17 marzo 1965 (ma Hertha-Slovnaft il 25.11.1964), quelle di ritorno fra il 24 ed il 31 marzo 1965.
| Squadra 1       | Totale | Squadra 2           | Andata | Ritorno |
| --------------- | ------ | ------------------- | ------ | ------- |
| RFC Liégeois    | -      | DWS                 | n.d.   | n.d.    |
| Hertha Berlino  | 5 - 2  | Slovnaft Bratislava | 5 - 0  | 0 - 2   |
| SC Lipsia       | 5 - 2  | Malmö FF            | 4 - 1  | 1 - 1   |
| Karl-Marx-Stadt | 3 - 4  | Polonia Bytom       | 2 - 0  | 1 - 4   |

### Semifinali
Le gare di andata sono state disputate il 21 e 27 aprile, quelle di ritorno il 28 aprile e 5 maggio 1965.
| Squadra 1      | Totale | Squadra 2     | Andata | Ritorno |
| -------------- | ------ | ------------- | ------ | ------- |
| Hertha Berlino | 1 - 8  | SC Lipsia     | 1 - 4  | 0 - 4   |
| RFC Liégeois   | 2 - 3  | Polonia Bytom | 1 - 0  | 1 - 3   |

### Finali
| Arbitro: | Branko Tešanić |

|                                                                                       |            | |
| Frenzel 18’ Trölitsch 48’ (rig.) Giessner 75’                                         | Marcatori  | |
| Weigang Faber Giessner Geisler Trojan Nauman Engelhardt Trölitsch Frenzel Franke Löwe | Formazioni | Szczęsny Józef Dymarczyk Walter Winkler (ha lasciato il campo al 77′) Zygmunt Anczok Bogusław Widawski Ryszard Grzegorczyk Jan Banaś Gerhardt Lukoszczyk Norbert Pogrzeba Jan Liberda Jerzy Jóźwiak |

| Arbitro: | Joseph Heymann |

| |            |                                                                                        |
| Franke Bramka 23’ (aut.) Ryszard Grzegorczyk 32’ (rig.) Jóźwiak 41’ Banas 70’ Norbert Pogrzeba 88’                                                                             | Marcatori  | 20’ Löwe                                                                               |
| Edward Szymkowiak Józef Dymarczyk Paweł Orzechowski Walter Winkler Zygmunt Anczok Gerhardt Lukoszczyk Ryszard Grzegorczyk Jan Banaś Norbert Pogrzeba Jan Liberda Jerzy Jóźwiak | Formazioni | Weigang Faber Giessner Geisler Trojan Naumann Engelhardt Trölitsch Frenzel Franke Löwe |

Il Polonia Bytom vince la coppa (5-4 in totale).